# 羽幌遊歩ユースホステル
羽幌遊歩ユースホステル（はぼろゆうほユースホステル）は日本ユースホステル協会に加盟している、北海道苫前郡羽幌町にあるユースホステル。

## 概要
羽幌町の市街地の南にある町立のスポーツ公園内にあり、各種の競技場に囲まれている特殊な立地をしている。これは先に町営のユースホステルがここにあり、町が宿を手放したため、管理人をしていた夫妻が自らのユースホステルを同じ場所に新たにオープンしたからである。建物は1997年築の木造2階建て。
羽幌エリアは世界的なアンモナイトの産地であり、本ユースホステルは、化石や地質調査を含む学術調査・研究・研修等を目的とする学生用に、長期宿泊学生割引制度を設けている。宿内には管理者が採取したアンモナイトが展示されている。運転免許宿泊パックもある。

## 設備
- 個人や小グループに適している
- グループで一室利用可
- 駐車場あり
- 洗濯機あり
- 乾燥機あり
- 荷物預かりあり
- 全室禁煙
- スポーツ公園（羽幌公園）内に位置し、裏手にゴルフ場、目の前にはパークゴルフ場がある。
- 周辺にスキー場あり（羽幌町民スキー場びゅー）
- 周辺に温泉あり（道の駅ほっと♡はぼろ）
- レンタサイクルあり

## アクセス
- 留萌本線留萌駅下車（沿岸バス幌延行・遠別行または羽幌行1時間30分）栄町団地下車徒歩10分
- 札幌駅より沿岸バス特急はぼろ号（高速道経由便）3時間10分羽幌ターミナル
  - 羽幌ターミナル（旧国鉄羽幌線羽幌駅）送迎有。要事前連絡。